# Циганка (албум)
„Циганка” је десети албум Бубе Мирановић, издат 2004. године.

## Списак песама
1. Циганка 
(М. Михајловић - Б. Босиљчић)
2. Још једна ноћ 
(М. Михајловић - Владо Кечина)
3. Иронија 
(М. Михајловић - М. Михајловић)
4. Екг 
(М. Михајловић - В. Кечина)
5. Црна дама 
(М. Михајловић - В. Кечина)
6. Пакао 
(М. Михајловић - В. Кечина)
7. Субота 
(М. Михајловић - В. Кечина)
8. Дај ми да побегнем 
(М. Михајловић - В. Кечина)
9. Мали 
(М. Михајловић - М. Михајловић)
10. Иконе 
(М. Михајловић - В. Кечина)